# Discographie de Kasabian
La discographie de Kasabian, groupe de rock indépendant britannique, se compose de six albums studio, de deux albums live, d'une compilation et d'une vingtaine de singles. Le groupe s'est formé en 1997 et est composé de Tom Meighan, Sergio Pizzorno, Chris Edwards et Ian Matthews.

## Albums

### Albums studio
| Année | Détails | Charts | Charts | Charts | Charts | Charts | Charts | Charts | Charts | Charts | Charts | Charts | Certifications               |
| Année | Détails | [ 1 ]  | [ 2 ]  | [ 3 ]  | [ 4 ]  | [ 5 ]  | [ 6 ]  |        | [ 7 ]  | [ 8 ]  | [ 9 ]  | [ 10 ] | Certifications               |
| ----- | --- | ------ | ------ | ------ | ------ | ------ | ------ | ------ | ------ | ------ | ------ | ------ | ---------------------------- |
| 2004  | Kasabian - Sortie: 13 septembre 2004 - Label: RCA Records - Format(s): CD, Dualdisc, 2x10", téléchargement                   | 4      | —      | —      | 70     | 22     | —      | 17     | 72     | —      | —      | 94     | - 3 × Platine - Or           |
| 2006  | Empire - Sortie: 28 août 2006 - Label: Columbia Records - Format(s): CD, DVD, 2x10", téléchargement                          | 1      | 64     | 64     | 56     | 3      | 68     | 8      | —      | 19     | 47     | 114    | - 2 × Platine - Or - Platine |
| 2009  | West Ryder Pauper Lunatic Asylum - Sortie: 8 juin 2009 - Label: Columbia Records - Format(s): CD, DVD, 2x10", téléchargement | 1      | 11     | 56     | 30     | 4      | 53     | 12     | 85     | 23     | 27     | 126    | - 2 × Platine - Or - Platine |
| 2011  | Velociraptor! - Sortie: 19 septembre 2011 - Label: Columbia Records - Format(s): CD, DVD, 2x10", téléchargement              | 1      | 8      | 17     | 14     | 2      | 22     | 10     | 37     | 21     | 10     | —      | - Platine - Or - Or          |
| 2014  | 48:13 - Sortie: 9 juin 2014 - Label: Columbia Records - Format(s): CD, DVD, 2x10", téléchargement                            | 1      | 11     | 22     | 46     | 2      | 26     | 21     | 28     | 20     | 11     | —      | - Platine                    |
| 2017  | For Crying Out Loud - Sortie: 5 mai 2017 - Label: Columbia Records - Format(s): CD, DVD, 10", téléchargement                 | 1      | 21     | 20     | 60     | 2      | 27     | 17     | 35     | —      | 12     | —      | - Or                         |

### Albums live
| Année | Détails                                                                                                  | Charts | Charts | Charts | Charts | Certifications |
| Année | Détails                                                                                                  | [ 1 ]  | [ 5 ]  |        |        | Certifications |
| ----- | --- | ------ | ------ | ------ | ------ | -------------- |
| 2005  | Live from Brixton Academy - Sortie: 4 juillet 2005 - Label: Columbia Records - Format(s): téléchargement | 11     | 67     | 22     | 138    | - 2 × Platine  |
| 2012  | Live! - Sortie: 25 juillet 2012 - Label: Eagle Records - Format(s): CD, DVD, Blu-Ray                     | —      | —      | —      | —      | —              |

### Compilations
| Titre                | Date de sortie | Type               | Label            | UK Albums Chart |
| -------------------- | -------------- | ------------------ | ---------------- | --------------- |
| Kasabian: The Albums | 14 juin 2010   | CD, téléchargement | Columbia Records | 22              |

### EPs
| Titre      | Date de sortie | Type | Label        |
| ---------- | -------------- | ---- | ------------ |
| Fast Fuse  | 2 octobre 2007 | LP   | RCA Records  |
| West Ryder | mai 2009       | LP   | MusikExpress |

## Singles
| Année | Single                       | Classement | Classement | Classement | Classement | Classement | Classement | Classement | Classement | Classement | Album                            |
| Année | Single                       | [ 20 ]     | [ 2 ]      | [ 3 ]      | [ 21 ]     | [ 22 ]     | [ 5 ]      | [ 23 ]     | [ 7 ]      | [ 10 ]     | Album                            |
| ----- | ---------------------------- | ---------- | ---------- | ---------- | ---------- | ---------- | ---------- | ---------- | ---------- | ---------- | -------------------------------- |
| 2003  | Processed Beats (démo)       | —          | —          | —          | —          | —          | —          | —          | —          | —          | —                                |
| 2004  | Reason Is Treason            | —          | —          | —          | —          | —          | —          | —          | —          | —          | Kasabian                         |
| 2004  | Club Foot                    | 19         | —          | —          | —          | —          | —          | —          | —          | 27         | Kasabian                         |
| 2004  | L.S.F. (Lost Souls Forever)  | 10         | —          | —          | —          | —          | 17         | 10         | 88         | 32         | Kasabian                         |
| 2004  | Processed Beats              | 17         | —          | —          | —          | —          | 30         | —          | 30         | —          | Kasabian                         |
| 2005  | Cutt Off                     | 8          | —          | —          | —          | —          | 7          | —          | —          | —          | Kasabian                         |
| 2005  | Club Foot (ré-édition)       | 21         | —          | —          | —          | —          | —          | —          | —          | 27         | Kasabian                         |
| 2006  | Empire                       | 9          | —          | —          | 32         | —          | 32         | —          | —          | —          | Empire                           |
| 2006  | Shoot the Runner             | 17         | —          | —          | —          | —          | 12         | —          | —          | 26         | Empire                           |
| 2007  | Me Plus One                  | 22         | —          | —          | —          | —          | —          | —          | —          | —          | Empire                           |
| 2009  | Fire                         | 3          | 41         | —          | 70         | —          | 31         | —          | —          | —          | West Ryder Pauper Lunatic Asylum |
| 2009  | Where Did All the Love Go?   | 30         | —          | —          | 59         | —          | —          | —          | —          | —          | West Ryder Pauper Lunatic Asylum |
| 2009  | Underdog                     | 32         | —          | 45         | —          | —          | 45         | —          | —          | 44         | West Ryder Pauper Lunatic Asylum |
| 2010  | Vlad the Impaler             | 114        | —          | —          | —          | —          | —          | —          | —          | —          | West Ryder Pauper Lunatic Asylum |
| 2011  | Days Are Forgotten           | 28         | —          | —          | 45         | 45         | —          | 31         | —          | —          | Velociraptor!                    |
| 2011  | Re-Wired                     | 96         | —          | —          | 85         | —          | —          | —          | —          | —          | Velociraptor!                    |
| 2012  | Goodbye Kiss                 | 76         | —          | —          | 79         | —          | —          | 9          | —          | —          | Velociraptor!                    |
| 2012  | Man of Simple Pleasures      | —          | —          | —          | 74         | —          | —          | —          | —          | —          | Velociraptor!                    |
| 2014  | eez-eh                       | 22         | —          | —          | 79         | —          | 38         | —          | —          | —          | 48:13                            |
| 2014  | bumblebeee                   | 165        | —          | —          | 88         | —          | —          | —          | —          | —          | 48:13                            |
| 2014  | bow                          | —          | —          | —          | —          | —          | —          | —          | —          | —          | 48:13                            |
| 2014  | stevie                       | —          | —          | —          | —          | —          | —          | —          | —          | —          | 48:13                            |
| 2017  | You're in Love with a Psycho | 62         | —          | —          | 66         | —          | —          | —          | —          | —          | For Crying Out Loud              |
| 2017  | Comeback Kid                 | —          | —          | —          | —          | —          | —          | —          | —          | —          | For Crying Out Loud              |
| 2017  | Bless This Acid House        | —          | —          | —          | —          | —          | —          | —          | —          | —          | For Crying Out Loud              |
| 2017  | Ill Ray (The King)           | —          | —          | —          | 72         | —          | —          | —          | —          | —          | For Crying Out Loud              |

## Clips vidéo
| Année | Titre                                          | Directeur           | Album                            | Vidéo                                       |
| ----- | ---------------------------------------------- | ------------------- | -------------------------------- | ------------------------------------------- |
| 2004  | Reason Is Treason                              | Scott Lyon          | Kasabian                         | [vidéo] « Visionner la vidéo », sur YouTube |
| 2004  | Club Foot                                      | W.I.Z.,             | Kasabian                         | [vidéo] « Visionner la vidéo », sur YouTube |
| 2004  | L.S.F. (Lost Souls Forever) (première version) | W.I.Z.,             | Kasabian                         | [vidéo] « Visionner la vidéo », sur YouTube |
| 2004  | Processed Beats                                | Jason Smith         | Kasabian                         | [vidéo] « Visionner la vidéo », sur YouTube |
| 2004  | Cutt Off                                       | Simon and Jon       | Kasabian                         | [vidéo] « Visionner la vidéo », sur YouTube |
| 2005  | L.S.F. (Lost Souls Forever) (seconde version)  | AV Club,            | Kasabian                         | [vidéo] « Visionner la vidéo », sur YouTube |
| 2005  | Club Foot (live at Brixton Academy)            | Charlie Lightening, | Kasabian                         | [vidéo] « Visionner la vidéo », sur YouTube |
| 2006  | Empire                                         | W.I.Z.,             | Empire                           | [vidéo] « Visionner la vidéo », sur YouTube |
| 2006  | Shoot the Runner                               | Alex & Martin,      | Empire                           | [vidéo] « Visionner la vidéo », sur YouTube |
| 2007  | Me Plus One                                    | Scott Lyon          | Empire                           | [vidéo] « Visionner la vidéo », sur YouTube |
| 2009  | Vlad the Impaler (première version)            | Richard Ayoade      | West Ryder Pauper Lunatic Asylum | [vidéo] « Visionner la vidéo », sur YouTube |
| 2009  | Fire                                           | W.I.Z.              | West Ryder Pauper Lunatic Asylum | [vidéo] « Visionner la vidéo », sur YouTube |
| 2009  | Underdog                                       | Charlie Lightening  | West Ryder Pauper Lunatic Asylum | [vidéo] « Visionner la vidéo », sur YouTube |
| 2009  | Where Did All the Love Go?                     | Charles Mehling     | West Ryder Pauper Lunatic Asylum | [vidéo] « Visionner la vidéo », sur YouTube |
| 2010  | Vlad the Impaler (seconde version)             | W.I.Z.              | West Ryder Pauper Lunatic Asylum | —                                           |
| 2011  | Switchblade Smiles                             | Aitor Throup        | Velociraptor!                    | [vidéo] « Visionner la vidéo », sur YouTube |
| 2011  | Days Are Forgotten                             | AB/CD/CD            | Velociraptor!                    | [vidéo] « Visionner la vidéo », sur YouTube |
| 2011  | Re-Wired                                       | Thomas Carty        | Velociraptor!                    | [vidéo] « Visionner la vidéo », sur YouTube |
| 2012  | Goodbye Kiss                                   | Charlie Lightening  | Velociraptor!                    | [vidéo] « Visionner la vidéo », sur YouTube |
| 2012  | Narcotic Farm                                  | Sergio Pizzorno     | Velociraptor!                    | [vidéo] « Visionner la vidéo », sur YouTube |
| 2012  | Neon Noon                                      | Sergio Pizzorno     | Velociraptor!                    | [vidéo] « Visionner la vidéo », sur YouTube |
| 2012  | Man of Simple Pleasures                        | Aitor Throup        | Velociraptor!                    | [vidéo] « Visionner la vidéo », sur YouTube |
| 2014  | eez-eh                                         | Aitor Throup        | 48:13                            | [vidéo] « Visionner la vidéo », sur YouTube |
| 2014  | bumblebeee                                     | Alex Courtes        | 48:13                            | [vidéo] « Visionner la vidéo », sur YouTube |
| 2014  | bow                                            | Aitor Throup        | 48:13                            | [vidéo] « Visionner la vidéo », sur YouTube |
| 2014  | stevie                                         | Ninian Doff         | 48:13                            | [vidéo] « Visionner la vidéo », sur YouTube |
| 2017  | You're in Love with a Psycho                   | W.I.Z.              | For Crying Out Loud              | [vidéo] « Visionner la vidéo », sur YouTube |
| 2017  | Bless This Acid House                          | W.I.Z.              | For Crying Out Loud              | [vidéo] « Visionner la vidéo », sur YouTube |
| 2017  | Are You Looking For Action?                    | Sergio Pizzorno     | For Crying Out Loud              | [vidéo] « Visionner la vidéo », sur YouTube |
| 2017  | Ill Ray (The King)                             | Dan Cadan           | For Crying Out Loud              | [vidéo] « Visionner la vidéo », sur YouTube |